# Cardita kyushuensis
Cardita kyushuensis is een tweekleppigensoort uit de familie van de Carditidae. De wetenschappelijke naam van de soort is voor het eerst geldig gepubliceerd in 1963 door Okutani.